# Hasan Ali Mete
Hasan Ali Mete (* 24. Oktober 1966 in Erzincan in der Türkei) ist ein in Deutschland lebender türkischer Schauspieler und Gastwirt.

## Biografie
Hasan Ali Mete zog 1971 mit seiner Familie nach Deutschland und kehrte 1979 in die Türkei zurück, wo er in Istanbul sein Abitur machte.
1991 ging er wieder nach Deutschland. In Berlin, wo er auch heute lebt, studierte er Germanistik, Theaterwissenschaften und Politologie an der Freien Universität.
Neben der Schauspielerei arbeitet er auch als Sprecher, Dolmetscher und Barmann.
Sein Einstieg ins Schauspielfach gelang mit verschiedenen Hauptrollen am Jugendtheater Istanbul.
Anschließend folgte 1993 eine Regieassistenz am Türkischen Theater in Berlin und in den folgenden Jahren trat er in verschiedenen Theaterrollen auf.
Seit 1993 spielte Hasan Ali Mete in diversen Fernsehserien und -filmen (u. a. Lindenstraße) sowie in Kurz- und Kinofilmen mit.

## Filmografie (Auswahl)
- 1996: Im Namen des Gesetzes – Ganovenehre
- 1996: Tatort: Der Entscheider
- 1998: Lola und Bilidikid
- 1998–2000: Lindenstraße
- 1999: Aprilkinder
- 1999: Alles Bob!
- 1999: Tatort: Drei Affen
- 2002–2005: Edel & Starck
- 2004: Kebab Connection
- 2005: Hacivat und Karagöz
- 2005: Flightplan
- 2006: Last Looks
- 2009: Der Staatsanwalt – Schwesternliebe
- 2010: Tod in Istanbul
- 2013: GroßStadtKlein
- 2014: Tatort: Die Feigheit des Löwen
- 2015: Der Hodscha und die Piepenkötter
- 2016: Der Urbino-Krimi: Die Tote im Palazzo
- 2016: Der Urbino-Krimi: Mord im Olivenhain
- 2017: Teheran Tabu
- 2017: Kebab extra scharf!
- 2017: Kommissar Pascha
- 2019: Die Füchsin – Im goldenen Käfig
- 2020: Werkstatthelden mit Herz
- 2022: Und dann steht einer auf und öffnet das Fenster
- 2025: How to Sell Drugs online (Fast)